# Boombox (Kylie Minogue-album)
Boombox er et remixalbum af den australske sangerinde Kylie Minogue, udgivet af Parlophone den 5. januar 2009. Albummet indeholder remixer produceret mellem 2000 og 2008, herunder et remix af den tidligere uudgivet titelsporet "Boombox".

## Sporliste
1. "Can't Get Blue Monday out of My Head" – 4:05
2. "Spinning Around" (7th District Club Mental Mix) – 4:09
3. "Wow" (Death Metal Disco Scene Mix) – 4:01
4. "Love at First Sight" (Kid Creme Vocal Dub) – 3:41
5. "Slow" (Chemical Brothers Mix) – 4:45
6. "Come into My World" (Fischerspooner Mix) – 4:18
7. "Red Blooded Woman" (Whitey Mix) – 3:36
8. "I Believe in You" (Mylo Mix) – 3:24
9. "In Your Eyes" (Knuckleheadz Mix) – 3:48
10. "2 Hearts" (Mark Brown's Pacha Ibiza Upper Terrace Mix) – 4:20
11. "On a Night Like This" (Bini & Martini Mix) – 4:04
12. "Giving You Up" (Riton Re-Rub Vocal Mix) – 4:13
13. "In My Arms" (Sébastien Léger Vocal Mix) – 3:49
14. "The One" (Bitrocka Remix) – 4:43
15. "Your Disco Needs You" (Casino Mix) – 3:40
16. "Boombox" (LA Riots Remix) – 3:58